# Dazzy Kapenya
Dezidewo "Dazzy" Kapenya (ur. 22 kwietnia 1976) – zimbabwejski piłkarz grający na pozycji obrońcy.

## Kariera klubowa
Karierę piłkarską Kapenya rozpoczął w klubie Highlanders FC. W jego barwach zadebiutował w zimbabwejskiej Premier League. W latach 1999–2002 czterokrotnie z rzędu wywalczył z nim mistrzostwo Zimbabwe. Wraz z Highlanders zdobył też Puchar Zimbabwe w 2001 roku, Puchar Niepodległości Zimbabwe oraz Tarczę Dobroczynności - oba w 2001 roku.
W 2003 roku Kapenya przeszedł do Sporting Lions FC, a w 2004 roku grał w AmaZulu FC. W sezonie 2004/2005 był piłkarzem południowoafrykańskiego Manning Rangers. W 2006 roku ponownie grał w Highlanders, z którym został mistrzem kraju i w barwach którego zakończył karierę.

## Kariera reprezentacyjna
W reprezentacji Zimbabwe Kapenya zadebiutował w 2000 roku. W 2004 roku w Pucharze Narodów Afryki 2004 rozegrał 2 mecze: z Egiptem (1:2) i z Kamerunem (3:5). Od 2000 do 2004 roku rozegrał w kadrze narodowej 18 spotkań.